# John Erskine Read
John Erskine Read, (5 juillet 1888 - 23 décembre 1973) est un avocat canadien, fonctionnaire et juge canadien élu à la Cour internationale de justice.

## Éducation
Né à Halifax, en Nouvelle-Écosse, Read est diplômé de la faculté de droit de Dalhousie en 1909. Il termine ses études de troisième cycle à l'Université Columbia avant de recevoir une bourse Rhodes. Il obtient un baccalauréat ès arts et un baccalauréat en droit civil de l'University College d'Oxford. En 1913, il est admis au Barreau de la Nouvelle-Écosse et exerce le droit au sein du cabinet Harris, Henry, Rogers et Harris. Durant la Première Guerre mondiale, il sert dans l'artillerie de campagne canadienne où il est blessé et obtient le grade de major.

## Carrière
Après la guerre, en 1920, il rejoint la Faculté de droit de l'Université Dalhousie. De 1924 à 1929, il est doyen de la faculté. En 1929, il est nommé conseiller juridique du ministère des Affaires extérieures et devient sous-secrétaire d’État adjoint. En tant que conseiller juridique, il est fortement impliqué dans le conflit de la fonderie de Trail. En 1942, Read conçoit une méthode pour permettre un espace extraterritorial pour la naissance de la princesse Margriet des Pays-Bas afin de garantir qu'elle ne soit pas née sur un sol étranger, ce qui l'aurait rendue inéligible à la succession royale. En 1946, il est élu membre de la Cour internationale de justice. Il est reconduit pour un second mandat et reste en fonction jusqu'en 1958. De retour au Canada, il enseigne à la Faculté de droit de l'Université d'Ottawa.
En 1967, il est nommé Officier de l’Ordre du Canada « pour ses services dans la profession d’avocat ». En 1968, il reçoit un diplôme honorifique de l'Université de l'Alberta. Il est le premier récipiendaire de la médaille John E. Read, décernée par le Conseil canadien de droit international.